# Alberto Ángel Zanchetta
Alberto Ángel Zanchetta (...) è un presbitero argentino, ed è il Segretario ed il Cancelliere Generale dell'Ordinariato Castrense (Vescovato Militare) dell'Argentina..
Ha studiato presso il Seminario Metropolitano di Buenos Aires e presso la Facoltà di Diritto Canonico dell'Università Cattolica Argentina, dove ha conseguito la laurea in Diritto Canonico. È stato ordinato sacerdote nel 1973. Ha conseguito un Master in Etica sociale presso l'Universidad Popular Autónoma del Estado de Puebla (Messico). 
Entrato in Marina il 1º aprile 1984, come stabilito dal decreto n. 1450/84 (Boletín del Vicaríato Castrense n. 77, pag. 66, giugno 1984). Non c'è traccia della sua precedente performance.  La ragione di ciò è che il Codice di Diritto Canonico prima del 1983 vietava ai sacerdoti di essere nominati a queste funzioni prima di raggiungere l'età di cinque anni come sacerdote. 
È stato anche professore di teologia all'Università Cattolica Argentina tra il 1978 e il 1983 e all'Università Cattolica di La Plata nel 2010 (campus di San Andrés - San Martín). Ha pubblicato diversi articoli sul Bollettino del Centro Navale tra altre pubblicazioni, due delle quali sono stati vincitori del premio "Domingo Faustino Sarmiento" assegnato dal Centro Navale.
Ha servito in vari posti nella Marina e infine come capo del servizio religioso del Comando delle operazioni navali alla base di Puerto Belgrano. Ha servito come cancelliere e segretario generale del vescovado militare nel 2003-2004. Nel 2005, l'allora vescovo Antonio Baseotto lo inviò ad Haiti per assistere le truppe argentine nella missione di pace delle Nazioni Unite. Per il suo lavoro e le sue prestazioni è stato decorato dall'ONU.

## Coinvolgimento nella Guerra Sporca
Nel 2009, il Ministero della Difesa ha ordinato alla Marina, a causa della pressione giornalistica, di mandarlo in pensione. Zanchetta è tornato alla sua arcidiocesi di Buenos Aires, ritornando in quella giurisdizione come sacerdote. Era vicario parrocchiale di San Pedro Telmo. Página 12 lo ha identificato nella parrocchia, fatto che ha portato alla sua partenza.
È stato in Italia per alcuni mesi, fino al suo ritorno nel 2010, quando ha collaborato con la diocesi di San Martin nella parrocchia di Nuestra Señora de la Merced de Caseros. In seguito fu riconosciuto. L'inquietudine di alcuni parenti di ex detenuti desaparecidos ha determinato il ritiro della sua collaborazione nella suddetta diocesi.